# Crotalus ruber
Crotalus ruber este o specie de șerpi din genul Crotalus, familia Viperidae, descrisă de Edward Drinker Cope în anul 1892. A fost clasificată de IUCN ca specie cu risc scăzut.

## Subspecii
Această specie cuprinde următoarele subspecii:
- C. r. ruber
- C. r. elegans
- C. r. lorenzoensis
- C. r. lucasensis
- C. r. monserratensis